# トポシュテ
トポシュテ（Topoxté）は、グアテマラのペテン県東部、ヤシュハ湖の中の島にある、古代マヤ遺跡。タヤサルと並んで、中央マヤには少ない後古典期の遺跡のひとつである。

## 遺跡
テオベルト・マーラーによると、トポシュテという名称は、ユカテコ語で中空の種をつける灌木を意味するという。
トポシュテ諸島はヤシュハ湖に浮かぶ3つの小さな島であり、東にある最大のトポシュテ島、中央のパシュテ島、西のカンテ島から構成される。ただし、遺物は大部分がトポシュテ島に限られる。
トポシュテには先古典期後期から古典期前期にかけて人が住んでおり、おそらく北のヤシュハに従属していたが、古典期後期にいったん衰えた。
現在見られる建造物は後古典期後期に造られたものであり、ユカタン半島の後古典期の遺跡と共通する特徴を持つ。人形の形をした香炉もユカタンのものと共通する。石碑は古典期後期に作られたものを後古典期に再利用している。
トポシュテ遺跡は、1831年にフアン・ガリンドによってはじめて報告された（1834年出版）。その後、1904年にテオベルト・マーラーがトポシュテの写真を撮影し、地図を作成した。1950年代からウィリアム・R・ブラード・ジュニアが詳細な調査を行い、後古典期後期の遺跡であることを明らかにした。